# Jovan Branovački
Jovan Subotin pl. Branovački (ili Johann von Branowacky, 1754 — 31. avgust 1816) bio je austrijski general, komandant istoimenog srpskog frajkora i učesnik u Napoleonovim ratovima. Pripadnik je plemićke loze Branovačkih iz Sente. Posle smrti Kostantina Koče Anđelkovića 1788. godine, preuzeo je njegovo mesto na čelu Srbije pod Habzburškom okupacijom odnosno komandu nad takozvanom Kočinom krajinom.
Rođen je u Čenti, u Banatu, 1754. godine, a preminuo je u mestu Mutnik, Banat, 1816. godine. Sin je Subote Branovačkog, senćanskog oficira i plemića, i Marije rođene Žarković. Sa navršenih 18 godina uzet je u graničarsku službu kao vojnik u Nemačko-banatskom puku u kojem je bio do austrijsko-turskog rata (1788), kada je stekao čin poručnika. Čin kapetana je dobio iste godine u Srpsko-vlaškom puku u Banatu.
Njegov frajkor, poznat u Srbiji kao frajkor Branovačkog, formiran je u Banatu od pribeglih Srba i Vlaha, među kojima je jedno vreme bio i sam Koča Anđelković, i tada je brojao oko 50 dobrovoljaca. Docnije je ojačan i frajkorom Rebera od 300 ljudi. Pred rat prešao je u Srbiju i sa Kočom Anđelkovićem, koji je u međuvremenu tamo bio skupio svoj frajkor, dizao narod protiv Turaka, a kada je izbio rat, frajkor Branovačkog se dobrovoljno priključio upravo Kočinom odredu. Pod generalom Aspermontom branio je 23. jula 1788. položaj kod Kuliča tako hrabro i vešto da je sa 150 vojnika razbio tursku vojsku od 3000 ljudi. Zauzeo je Brzu Palanku i gonio Jusuf-pašu do blizu Vidina. Kada su Turci septembra meseca napali Kočinu krajinu i pošto je Koča poginuo, preuzeo je kao podvojvoda na sebe komandu. Krajem oktobra čuvao je ca vojskom predstražu kod Margitice a u bici kod Mehadije ponovo je pokazao izuzetnu hrabrost. Popunio je svoj frajkor 1789, koji je ponovo brojao 3 kompanije (čete), i ređao pobedu za pobedom: jula iste godine razbio je u Vlaškoj daleko veću tursku silu, septembra meseca u bici kod sela Poreča razbio tursku vojsku i potopio im šajke prebacujući se iznenadno na drugu stru Dunava, u bici kod Kladova razbio je vojsku kara-mustafe i zatim se prebacio u Banat i Erdelj. Decembra iste godine unapređen je u čin majora, prži planine oko Oršave i opkoljen Jelisavetin zamak. Kod Sirpa 31. decembra razbija ponovo tursku vojsku od 1200 ljudi. Kada je 1790. ukinut frajkor, januara 1791. vratio se u 13. graničarski puk.
Nedugo zatim prebačen je u novoformirani srpski frajkor u započetom ratu sa Francuzima, odnosno protiv snaga francuske revulocije. Tom prilikom se par godina kretao po zapadnoj Evropi: U avgustu je bio sa 1. bataljonom u Holandiji, aprila 1794. dobio je čin potpukovnika, postao upravitelj srpskog frajkora u trupama grofa Benjovskog i čuvao položaje kod Osthofena. Septembra iste godine učestvovao je u bici kod Kajerslauterna a zatim, u toku slavne bitke održane kod Majnca 1795. godine, pokazao je ponovo izuzetnu hrabrost. Sledeće godine prebačen je u vojsku na Rajni a 1796. u graničarski puk sa kojim ide u Italiju. U Ličkom puku je 1797, a u Otočkom 1800. konačno proizveden u čin pukovnika. Januara 1805. premešten je u Ogulinski graničarski puk a aprila iste godine vraćen je u svoj prvobitni 13. graničarski puk u Banatu. U pohodu na Francusku avgusta 1808. godine imao je čin general-majora. Iste godine kasnija u toku istrage povodom graničarske bune u banatskom selu Kruščici bio je sumnjičen zbog navodnih simpatija prema njoj. Po zaključenju mira sa Francuzima penzionisan je na svoj zahtev i dozvoljeno mu je da se vrati na svoj posed u Mutnik u Banatu, danas u Rumuniji.

## Izvor
1. ↑  „Biographisches Lexikon des Kaiserthums Oesterreich: Branowaczky, Johann von”.
2. ↑  „Srpski biografski rečnik, pod 'Jovan Branovački', Matica Srpska, Novi Sad, tom 1”.
3. ↑  „[[Српски биографски речник|Srpski biografski rečnik, pod 'Jovan Branovački']], Matica Srpska, Novi Sad, tom 1”. Сукоб URL—викивеза (помоћ)